# Graham Rawle
Graham Rawle, född 22 juli 1955, död 16 augusti 2024, var en brittisk författare och collagekonstnär kanske mest känd för sin humoristiska bildserie Lost Consonants som gick i helgutgåvan av The Guardian i 15 år (1990–2005). I varje bild ur Lost Consonants har Rawle tagit bort en konsonant från en mening så att meningen fått en annan betydelse och illustrerat den nya betydelsen med ett collage. Han har även gjort mer regelrätta serier som Lying Doggo och Graham Rawle's Wonder Quiz för The Observer och When Words Collide och Pardon Mrs Arden för Daily Telegraphs söndagsmagasin samt Bright Ideas för The Times. Han har även givit ut ett antal böcker, bland annat Woman's World som skapats helt genom att klippa ihop textfragment ur tidningar från 1950- och 1960-talet med kvinnor som målgrupp.